# Каза Ацони (Модена)
Каза Ацони је насеље у Италији у округу Модена, региону Емилија-Ромања.
Према процени из 2011. у насељу је живело 303 становника. Насеље се налази на надморској висини од 224 м.